# Четверик (одиниця вимірювання)
Четвери́к — давня українська та російська міра об'єму сипких тіл, вживана з XV до початку XX століття, в Новгороді Великому відома з XV століття а, в Російській імперії — з початку XVII століття.
- Четверик відповідав римському квадрантину (26,1 л), з XVIII століття мав 8 гарнців і 26,24 л.
- 1 четверик = 1/4 осьмини = 1/8 чверті = 8 гарнців.
- Оскільки розміри чверті протягом XVII століття змінювалися від 4 до 8 пудів, то розміри четверика в цей період також змінювалися.
- У 1736 році за дорученням Комісії про ваги та заходи вчені встановили, що четверик = 286,42 кубічних вершка.
- З початку XVIII до початку XX століття це була головна одиниця сухої місткості (одиниця вимірювання об'єму сипучих тіл) в Росії.

Четверик був точно визначений в Указі від 11 жовтня 1835 року «Про систему Російських мір і ваг», як одиниця місткості для сипучих тіл, що дорівнює об'єму 64 фунтів дистильованої води при 13 1/3 R.
- У 1902 році значення четверика було виражено в метричних мірах = 26,239 л.
- Перестав вживатися з введенням в СРСР метричної системи мір.